# Breu
El breu és un signe diacrític que es representa amb mitja circumferència que es col·loca sobre la vocal. Pot utilitzar-se per marcar:
- Brevetat: Marca que la vocal és breu, d'aquí el seu nom. L'origen d'aquest ús és llatí, però s'ha estès a altres llengües com el belarús. S'oposa al màcron.
- Distinció de fonemes: Canvia la pronunciació del so damunt del qual es posa, com al romanès.
- To: Marca inflexions tonals en algunes llengües asiàtiques, sobretot en combinació amb altres signes com l'accent.